# Astragalus macropterus
Astragalus macropterus är en ärtväxtart som beskrevs av Dc. Astragalus macropterus ingår i släktet vedlar, och familjen ärtväxter. Inga underarter finns listade i Catalogue of Life.